# William H. Gleysteen

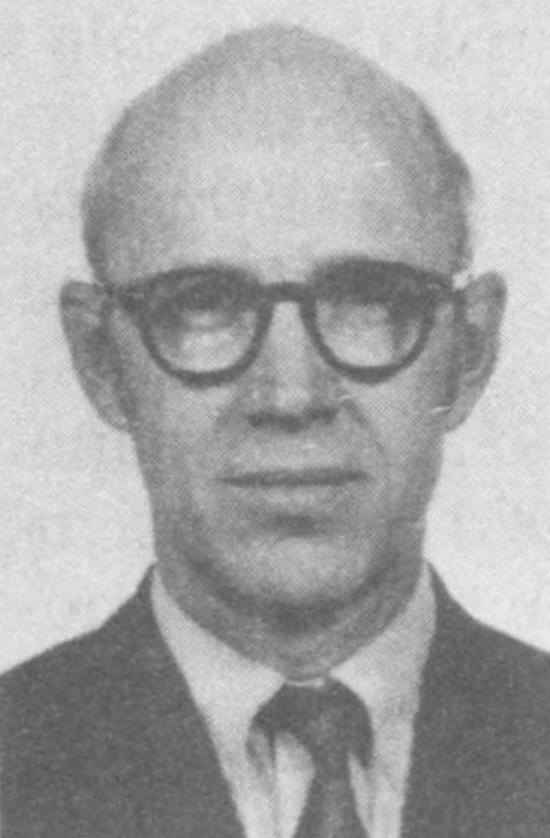
William H. Gleysteen

William Henry Gleysteen, Jr. (* 8. Mai 1926 in Peking; † 6. Dezember 2002 in Washington, D.C.) war ein US-amerikanischer Diplomat, der unter anderem zwischen 1978 und 1981 Botschafter in Südkorea war.

## Leben
William Henry Gleysteen, Jr., dessen Eltern William H. Gleysteen, Sr. und Theodora Culver Gleysteen als Missionare in der Republik China tätig waren, trat nach dem Schulbesuch während des Zweiten Weltkrieges 1944 in die US Navy ein und leistete bis 1946 seinen Militärdienst. Danach begann er ein grundständiges Studium an der Yale University, das er 1949 mit einem Bachelor of Arts (B.A.) beendete. Ein darauf folgendes postgraduales Studium an der Yale University schloss er 1951 mit einem Master of Arts (M.A.) ab. 1951 trat er als Foreign Service Officer in den diplomatischen Dienst des US-Außenministeriums und fand danach Verwendungen an den Auslandsvertretungen in Taipeh, Tokio und Hongkong. Nachdem er von 1965 bis 1966 das Seminar von Robert R. Bowie am Center for International Affairs der Harvard University besucht hatte, war er im Außenministerium zwischen 1966 und 1969 stellvertretender Leiter des Referats für Politische Angelegenheiten der Vereinten Nationen. 
Anschließend fungierte Gleysteen von 1969 bis 1971 als Leiter des Referats Forschungsanalyse für Angelegenheiten von Ostasien und den Pazifikraum sowie anschließend zwischen 1971 und 1974 als Ständiger Vertreter des Botschafters in Taiwan. Nach seiner Rückkehr wurde er 1974 im Außenministerium stellvertretender Leiter der Unterabteilung für Ostasien und den Pazifikraum (Deputy Assistant Secretary of State for East Asian and Pacific Affairs) und bekleidete diese Funktion bis 1978. Zwischenzeitlich wurde er Mitte 1976 für sechs Monate zum Nationalen Sicherheitsrat NSC (National Security Council) abgeordnet. Am 27. Juni 1978 wurde er als Nachfolger von Richard Sneider zum Botschafter in Südkorea ernannt und übergab dort am 24. Juli 1978 sein Beglaubigungsschreiben. Er verblieb auf diesem Posten bis zum 10. Juni 1981 und wurde danach von Richard L. Walker abgelöst. Er engagierte sich für die Brookings Institution und war zwischen 1987 und 1989 Vizepräsident für Studien des Council on Foreign Relations (CFR) sowie im Anschluss von 1989 bis 1995 Präsident der Japanischen Gesellschaft (Japan Society).
William H. Gleysteen, der an Leukämie verstarb, war zwei Mal verheiratet. Aus seiner ersten Ehe mit Zoe Gleysteen gingen drei Kinder hervor. Aus seiner zweiten Ehe mit Marilyn Wong, die als Kunstprofessorin an der Columbia University lehrte, ging eine weitere Tochter hervor.

## Veröffentlichung
- Massive Entanglement, Marginal Influence: Carter and Korea in Crisis, 1999